# Pseudopaludicola pocoto
Pseudopaludicola pocoto é uma espécie de anfíbio da família Leptodactylidae. Endêmica do Brasil, pode ser encontrada na região da Caatinga nos estados do Ceará, Rio Grande do Norte, Paraíba e Pernambuco.